# Angelika Dörfler-Dierken
Angelika Dörfler-Dierken (* 1955 in Hofgeismar) ist eine deutsche Kirchenhistorikerin.

## Leben
Dörfler-Dierken studierte von 1977 bis 1985 Evangelische Theologie und Human- und Sozialwissenschaften an der Georg-August-Universität Göttingen, der Ruprecht-Karls-Universität Heidelberg und der Päpstlichen Universität Gregoriana in Rom. 1985 legte sie ihr Erstes Theologisches Examen in Kurhessen-Waldeck ab.
Danach war sie wissenschaftliche Assistentin bei Adolf Martin Ritter (Kirchengeschichte) an der Theologischen Fakultät der Universität Heidelberg. 1990 wurde sie in Kirchengeschichte mit der Dissertation Die Verehrung der Hl. Anna in Spätmittelalter und Früher Neuzeit zum Dr. theol. promoviert. 1998 habilitierte sie sich, ebenfalls in Kirchengeschichte, mit der Arbeit Luthertum und Demokratie. Sie wurde in dieser Zeit u. a. durch das Evangelische Studienwerk Villigst gefördert. Forschungsaufenthalte führten sie nach Chicago und Kyoto.
Ab 1987 war sie als Lehrbeauftragte und Vertretungsprofessorin in Heidelberg, Bremen, Oldenburg und Hamburg. Von 2002 bis 2003 war sie Kirchenschulrätin der Evangelischen Kirche Berlin-Brandenburg. Von 2003 bis 2012 war sie Projektleiterin (diverses) am Sozialwissenschaftlichen Institut der Bundeswehr in Strausberg. Von 2005 bis 2012 war sie zugleich außerplanmäßige Professorin an der Theologischen Fakultät der Universität Heidelberg. 2008 gestaltete sie das Studienangebot Peacebuilding/Friedensbildung an der Universität Hamburg mit. 2011 nahm sie am Seminar für Sicherheitspolitik an der Bundesakademie für Sicherheitspolitik teil. 2012 wurde sie Professorin am Fachbereich Evangelische Theologie der Universität Hamburg und 2013 Projektleiterin für Innere Führung, Ethik und Militärseelsorge am Zentrum für Militärgeschichte und Sozialwissenschaften der Bundeswehr in Potsdam.

## Schriften (Auswahl)

### Monografien
- Vorreformatorische Bruderschaften der heiligen Anna. Vorgelegt am 9. Mai 1992 (= Abhandlungen der Heidelberger Akademie der Wissenschaften, Philosophisch-Historische Klasse. Jg. 1992, Abh. 3). Winter, Heidelberg 1992, ISBN 3-533-04583-8.
- Die Verehrung der heiligen Anna in Spätmittelalter und früher Neuzeit (= Forschungen zur Kirchen- und Dogmengeschichte. Band 50). Vandenhoeck & Ruprecht, Göttingen 1992, ISBN 3-525-55158-4.
- Luthertum und Demokratie. Deutsche und amerikanische Theologen des 19. Jahrhunderts zu Staat, Gesellschaft und Kirche (= Forschungen zur Kirchen- und Dogmengeschichte. Band 75). Vandenhoeck & Ruprecht, Göttingen 2001, ISBN 3-525-55183-5.
- Die Bedeutung der Jahre 1968 und 1981 für die Bundeswehr. Gesellschaft und Bundeswehr. Integration oder Abschottung? (= Militär und Sozialwissenschaften. Band 44) Nomos, Baden-Baden 2010, ISBN 978-3-8329-6181-7.
- Führung in der Bundeswehr. Soldatisches Selbstverständnis und Führungskultur nach der ZDv 10/1 Innere Führung. Mit einem Geleitwort des Evangelischen Militärbischofs Martin Dutzmann. Hartmann, Miles-Verlag, Berlin 2013, ISBN 978-3-937885-66-7.
- Mit Robert Kramer: Innere Führung in Zahlen. Streitkräftebefragung 2013. Hartmann, Miles-Verlag, Berlin 2014, ISBN 978-3-937885-94-0.

### Herausgeberschaften
- Mit Ralph Hennings, Wolfram Kinzig, Sonja Wittmann: Adolf Martin Ritter. Charisma und Caritas. Aufsätze zur Geschichte der Alten Kirche. Vandenhoeck & Ruprecht, Göttingen 1993, ISBN 3-525-58160-2.
- Graf von Baudissin. Als Mensch hinter den Waffen. Vandenhoeck & Ruprecht, Göttingen 2006, ISBN 978-3-525-57121-7.
- Mit Gerhard Kümmel: Identität, Selbstverständnis, Berufsbild. Implikationen der neuen Einsatzrealität für die Bundeswehr (= Schriftenreihe des Sozialwissenschaftlichen Instituts der Bundeswehr. Band 10). VS Verlag für Sozialwissenschaften, Wiesbaden 2010, ISBN 978-3-531-17518-8.
- Mit Gerd Portugall: Friedensethik und Sicherheitspolitik. Weißbuch 2006 und EKD-Friedensdenkschrift 2007 in der Diskussion (= Schriftenreihe des Sozialwissenschaftlichen Instituts der Bundeswehr. Band 8). VS Verlag für Sozialwissenschaften, Wiesbaden 2010, ISBN 978-3-531-16747-3.
- Mit Gerhard Kümmel: Am Puls der Bundeswehr. Militärsoziologie in Deutschland zwischen Wissenschaft, Politik, Bundeswehr und Gesellschaft (= Schriftenreihe des ZMSBw. Band 1). Springer VS, Wiesbaden 2015, ISBN 978-3-658-11493-0.